# Judici a l'Alba Daurada
El judici a l'Alba Daurada és un procés penal de Grècia en el qual es van jutjar 69 membres i partidaris del partit grec d'extrema dreta Alba Daurada, inclòs el seu líder, Nikólaos Mikhaloliakos, acusats de pertànyer en una organització criminal en virtut de l'article 187 del Codi Penal grec. També s'acusa tots els 18 diputats del partit, que van ser escollits el juny de 2012, de dirigir una organització criminal. El judici va començar el 20 d'abril de 2015 en el Primer Tribunal d'Apel·lació, de tres jutges per delictes greus, a la sala d'audiències de les presons de dones de Korydallos.
En el marc del judici per organització delictiva, es jutjaven conjuntament tres delictes: l'assassinat de Pavlos Fussa (18 de setembre de 2013), l'intent d'assassinat del pescador egipci Abuzide Ebarak (12 de juny de 2012) i l'intent d'assassinat de membres del sindicat Front Militant de Tots els Treballadors i del Partit Comunista de Grècia (12 de setembre de 2013), mentre que altres 60 casos, que ja havien estat jutjats o estaven sent jutjats en paral·lel en altres tribunals, es referien a delictes pels quals els membres de l'Alba Daurada que estaven sent jutjats ja havien estat condemnats o acusats.
El 7 d'octubre de 2020, es va sentenciar que el partit Alba Daurada operava com una organització criminal, atacant sistemàticament els migrants i els esquerrans. El tribunal també va anunciar veredictes per a 68 acusats, incloent la direcció política del partit. Nikólaos Mikhaloliakos i altres sis membres destacats i exdiputats van ser declarats culpables de dirigir l'organització delictiva.